# Suuri-Viita
Suuri-Viita är en sjö i kommunen Nyslott i landskapet Södra Savolax i Finland. Arean är 46 hektar och strandlinjen är 5,03 kilometer lång. Sjön  ingår i Vuoksens huvudavrinningsområde.   Den ligger omkring 100 kilometer öster om S:t Michel och omkring 300 kilometer nordöst om Helsingfors. 